# Sagittaria intermedia
La punta de flecha (Sagittaria intermedia) es una especie de la familia de la papa de agua (Alismataceae), dentro del orden Alismatales en Liliopsida. El nombre del género Sagittaria hace referencia a la forma de la hoja como una punta de flecha.

## Clasificación y descripción
Planta perteneciente a la familia Alismataceae. Planta acuática enraizada, láminas foliares erectas sobre la superficie del agua, inflorescencia con 3 a 8 verticilos y pedúnculo triangular, flores de los verticilos  inferiores con una hilera de estambres funcionales o estaminodios; aquenios de entre 1.5 a 2.2 mm de largo, sin glándulas, sin costillas pico estilar lateral de entre 0.1 y 0.5 mm de longitud.

## Distribución
Su distribución ocurre desde México hasta Sudamérica, incluyendo las Antillas; en México se ha registrado en los estados de Campeche, Chiapas, Quintana Roo y Yucatán.

## Hábitat
Habita en las orillas de los ríos; desde el nivel del mar a los 100 m de altitud.

## Estado de conservación
En México se cataloga bajo “Probablemente Extinta” en la NOM-059-SEMARNAT-2010; esta especie aun no ha sido evaluada por la Lista Roja de Especies amenazadas.